# Jewhen Balyzkyj

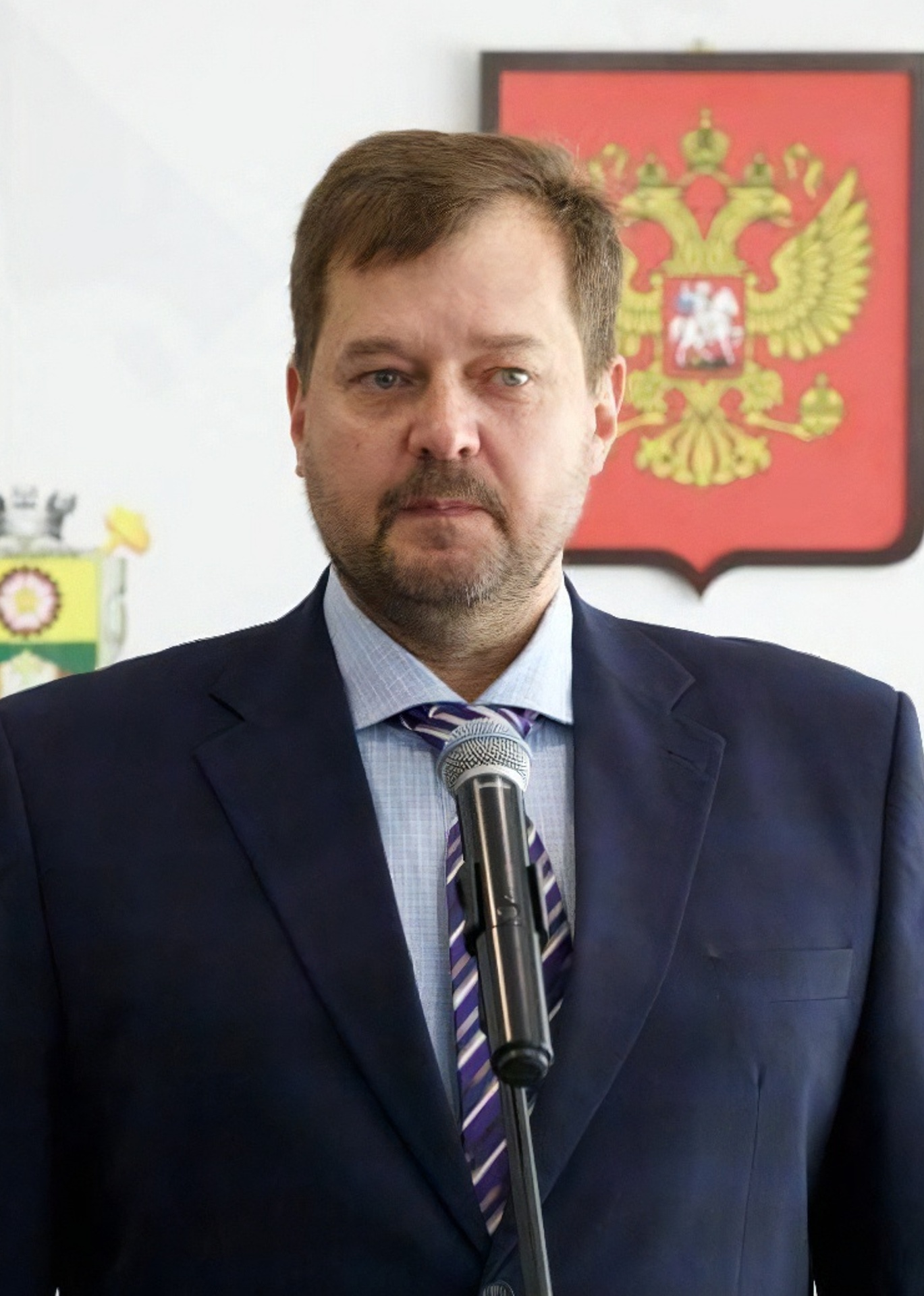
Jewhen Balyzkyj (2022)

Jewhen Witalijowytsch Balyzkyj (ukrainisch Євген Віталійович Балицький, russisch Евгений Витальевич Балицкий ‚Jewgeni Witaljewitsch Balizkij‘; * 10. Dezember 1969 in Melitopol) ist ein Politiker und seit dem 9. Mai 2022 Verwalter der von Russland annektierten Teile der ukrainischen Oblast Saporischschja.

## Laufbahn
Er wurde in eine Familie des Militärs hineingeboren und war sowohl in den Luftstreitkräften der Sowjetunion als auch in den ukrainischen Luftstreitkräften tätig.
Von der siebten bis zur achten Legislaturperiode war er Abgeordneter des ukrainischen Parlaments. Am 9. Mai 2022 wurde Balyzkyj von den russischen Okkupanten zum Regionalverwalter der Oblast Saporischschja ernannt.
Am 5. Juli 2022 gab er bekannt, dass er als einer der ersten in der Region einen russischen Pass erhalten habe. Im September 2022 wurde er in die US-Sanktionslisten aufgenommen. Balyzkyj wurde am 26. September 2022 Mitglied der Partei Einiges Russland.

## Haltung zum Russisch-Ukrainischen Krieg
Anfang Oktober 2023, sprach Balyzkyj in dem von der Russland-Beobachterin Julia Davis geteilten Interview davon, dass das Russische Reich mit der Revolution von 1917 „seinen Halt“ und „eine große Zahl von Menschen“ verloren habe. Dabei sei „das gesamte Baltikum“ eindeutig Teil Russlands. „Unsere Leute leben dort“, sagte er mit Verweis auf die russischsprachige Bevölkerung in diesen Ländern. „Sie wurden zu stimmlosen Tieren, sie wurden zu zitternden Tieren.“ Das müsse jetzt korrigiert werden. Er glaube in diesem Fall nicht an Diplomatie. Nur „durch die Macht der russischen Waffen“, wie im Russisch-Ukrainischen Krieg könne Russland „unser Volk, die ehemaligen Untertanen des Russischen Reiches, zurückgewinnen“, damit nicht die ganze Welt „in Sodom und Gomorra“ verwandelt werde, wie es in Europa derzeit geschehe.